# 斯洛文尼亚铁路

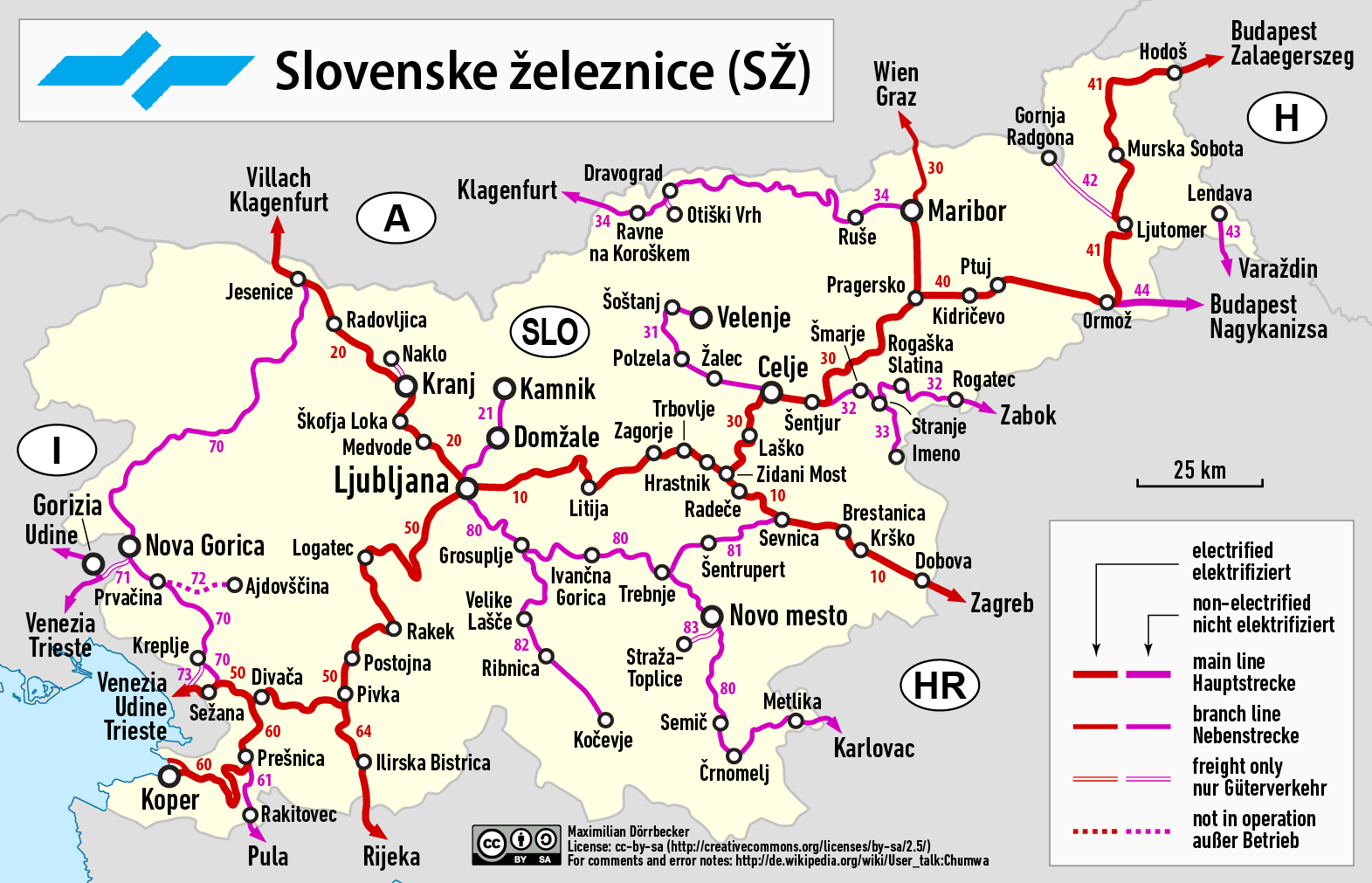
斯洛維尼亞鐵路網

斯洛文尼亚铁路，简称，是斯洛文尼亚的国家铁路公司，它于1991年南斯拉夫解体后由前南斯拉夫铁路的卢布尔雅那铁路局创立而成。目前，斯洛文尼亚铁路为国际铁路联盟成员，其UIC成员编号为79。

## 历史

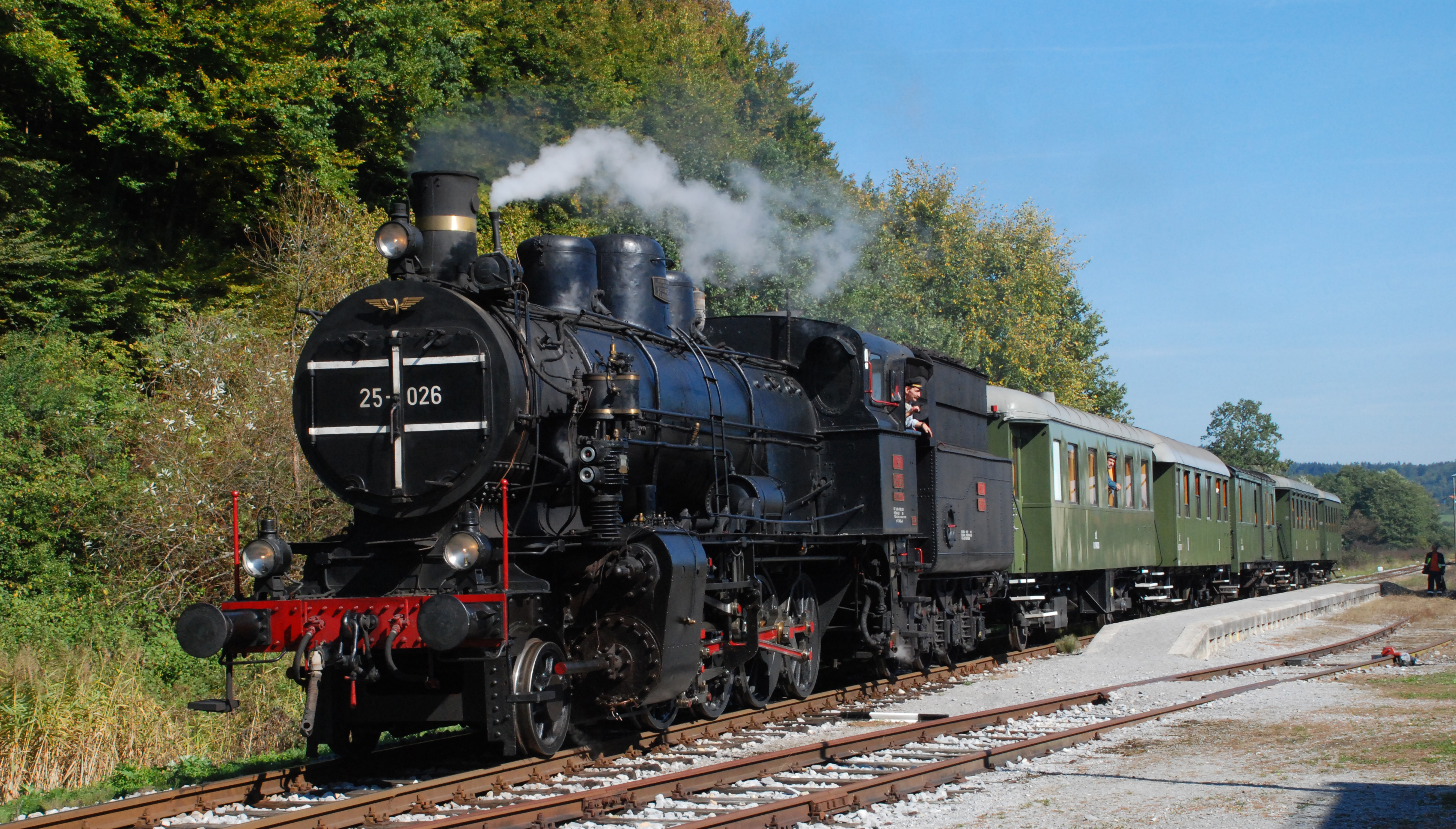
1920年在维也纳制造的25型蒸汽机车，目前被斯洛文尼亚铁路运用于旅游专列

斯洛文尼亚境内的首条铁路建于1840年代，源于奥匈帝国开始兴建的奥地利南部铁路，用以连接首都维也纳至其重要的商业港口的里雅斯特。因此，马里博尔得以在1844年通过铁路连接至格拉茨。该线路于1846年经普拉格斯克延伸扩展至采列，并于1849年进一步经济达尼莫斯特延伸至卢布尔雅那。再继续经波斯托伊纳、皮夫卡和迪瓦查的双线铁路则最终于1857年连通的里雅斯特。
至第一次世界大战前，斯洛文尼亚境内的许多其他铁路也陆续建成。1860年，普拉格斯克被连接至奥尔莫日，并进一步延伸至克罗地亚的察科韦茨，从而实现了奥匈帝国从内莱塔尼亚至外莱塔尼亚的连接。1862年，沿萨瓦河修建的萨格勒布至济达尼莫斯特的单线铁路建成（1944年扩建为双线）。1863年，沿德拉瓦河修建的克恩顿铁路（Kärntnerbahn）通车，连接了马里博尔、德拉沃格勒、克拉根福和菲拉赫。1870年，沿萨瓦河上游河谷而建，连接卢布尔雅那、克拉尼、耶塞尼采和意大利塔尔维肖的铁路竣工。1873年，自皮夫卡经伊利斯卡比斯特里察至里耶卡的线路建成，实现了与外莱塔尼亚最重要的商业港口的连接。1876年，由迪瓦查经普雷塞尼察至奥匈帝国最大军港普拉的线路通车。1906年，博因吉铁路（Bohinjska proga）竣工，这条连接了菲拉赫、耶塞尼采，并沿索查河通往戈里齐亚和的里雅斯特的铁路有两座超过6000米长的隧道。
一战后，斯洛文尼亚境内又陆续建成了几条铁路，其中由奥尔莫日经柳托梅尔至穆爾斯卡索博塔的铁路于1924年建成。第二次世界大战结束后，连接普雷塞尼察至科佩尔的单线电气化铁路建于1967年。1999年，穆爾斯卡索博塔至霍多什的单线铁路得到重建，提供与匈牙利铁路系统的直通线路。该线路始建于1907年，并于1968年关闭——与许多其他线路一同均在1960年代遭到废弃。
许多遗留在斯洛文尼亚境内的前南斯拉夫铁路蒸汽机车目前存放于卢布尔雅那的斯洛文尼亚铁路博物馆。

## 铁路系统
斯洛文尼亚铁路经营有1229公里长的标准轨距铁道，其中331公里为双轨，并可通达该国的所有地区。它可便利的连结至所有邻国，反映了斯洛文尼亚曾是奥匈帝国以及后来的南斯拉夫的一部分的事实。
电气化铁路长度约为503公里，采用3千伏直流电的电压制式。而其它的前南斯拉夫国家的电气化铁路均采用25千伏交流电的制式，因此前往萨格勒布的列车需要在多博瓦换挂，直至支持双供电制式的机车投入使用止。

### 与邻国铁路的连接
- 奥地利 - 电压改为15千伏交流电
- - 电压改为25千伏50赫兹交流电
- 匈牙利 - 电压改为25千伏50赫兹交流电
- 義大利 - 电压同为3千伏直流电

## 泛欧走廊

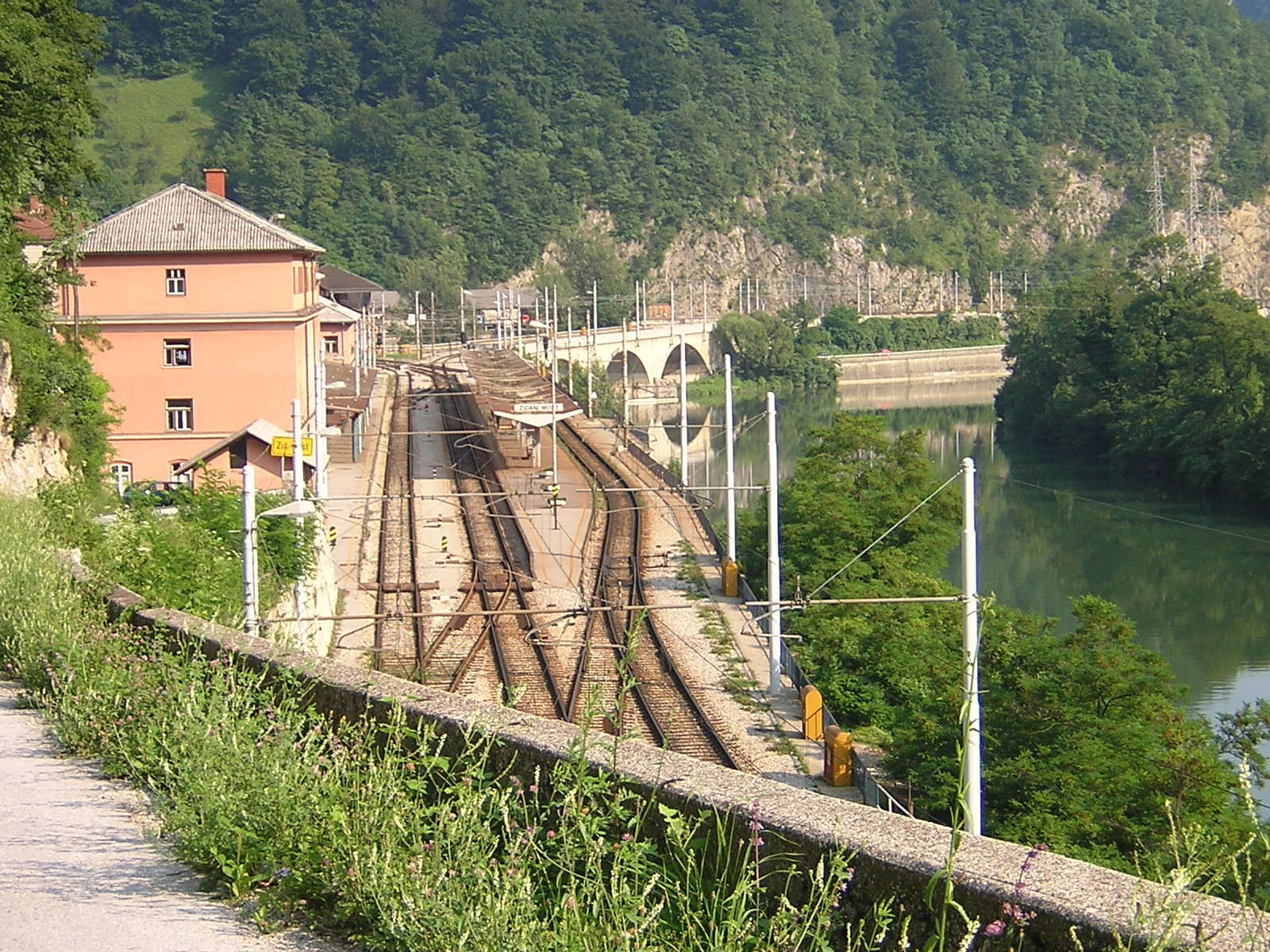
济达尼莫斯特车站，斯洛文尼亚铁路重要的铁路枢纽

卢布尔雅那是斯洛文尼亚铁路系统的心脏。欧洲第5号、第10号泛欧走廊在此交汇，这些交通走廊正在建立，以配合欧洲经济的一体化进程。第5号泛欧走廊西起意大利威尼斯、的里雅斯特，在斯洛文尼亚境内经过卢布尔雅那、马里博尔，并与匈牙利布达佩斯相连，直通乌克兰基辅，全长1600公里，其中斯洛文尼亚境内全长320公里,占第5号泛欧走廊全长的20%。第10号泛欧走廊始于奥地利的萨尔茨堡，经过卢布尔雅那与克罗地亚萨格勒布相连，并经塞尔维亚边境至贝尔格莱德、最后抵达希腊的萨洛尼卡。第10号泛欧走廊全长2360公里，斯洛文尼亚境内全长250公里，占第10号泛欧走廊全长的10.6%。通往现代化和不断发展的港口城市科佩尔的货运线路，是连接地中海至东南欧腹地距离最短的陆路通道。
2010年，斯洛文尼亚铁路加入了与该地区其它铁路运营商合资的货运企业——第10号货运（Cargo 10），旨在提高国际铁路货运通关速度及运能。

## 列车类别

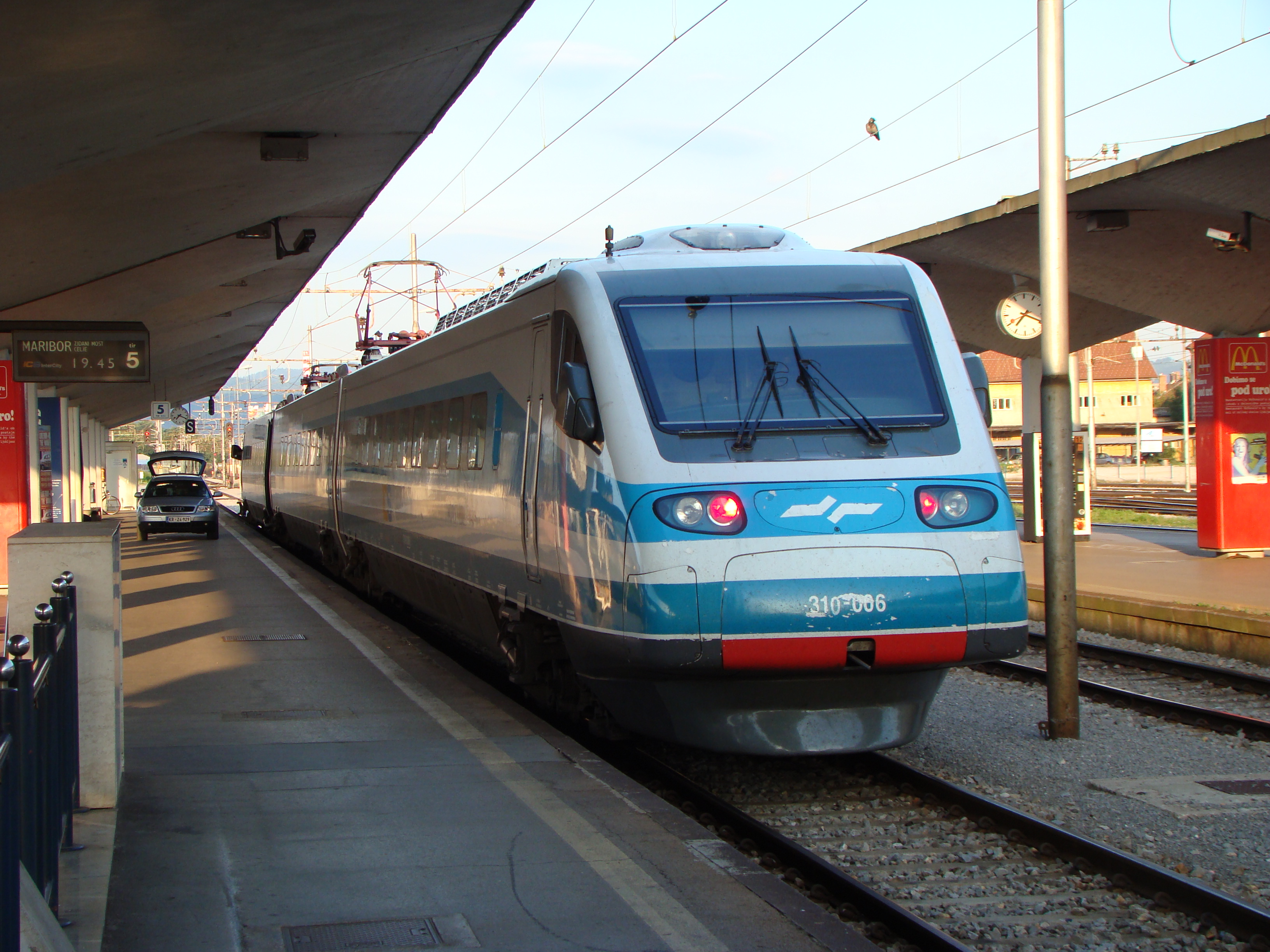
担当斯洛文尼亚城际列车的310型电联车

## 列车类别[3]

### 斯洛文尼亚城际列车（ICS）
斯洛文尼亚城际列车（InterCity Slovenija）采用摆式动车组，这是一款现代化的空调列车，提供高速和舒适的客运服务。它们均配备残疾人通道和其它设施。乘客可以在车厢内购买食物及饮料（周一至周五），一等车厢的乘客则可免费享用，并提供电插口。列车座位需要提前预订，费用包含在车票的价格中，因此其它附加费也是包含在车票价格中的。列车开行卢布尔雅那至马里博尔的定期班次。马里博尔至奥地利的部分线路每日仅对开1班。卢布尔雅那至科佩尔区间仅在夏季的周六、周日及节假日开行。

### 城际列车（IC）
城际列车是服务于国家及国际交通中较长距离的高质量列车，可连接更多的城市、国家和旅游胜地，并提供快速连接，仅在大型车站停靠。它们通常由舒适型的开放座车及包厢座车组成（一等和二等车厢），部分列车还带有餐车。搭乘这一类型列车都必须额外支付IC附加费。

### 欧城列车（EC）
欧城列车是服务于国际交通中重要路线的高品质列车，连接斯洛文尼亚和其它国家的重要城市。欧城列车的速度比城际列车更快，并且停站更少。它们大部分为空调列车并提供餐饮设施，通常由开放座车及包厢座车组成（一等和二等车厢），部分列车还带有餐车。搭乘这一类型列车同样需要额外支付EC附加费。

### 国际列车（MV）
国际列车（Mednarodni Vlak）是服务于国际线路的高品质列车，通常不停靠于小型车站。它们由开放座车及包厢座车组成（一等和二等车厢），部分列车还带有餐车。搭乘这一类型列车需要额外支付MV附加费。

### 欧洲夜车（EN）
欧洲夜车提供高品质的国际夜间列车服务，它们通常由开放座车和包厢座车（一等和二等车厢），以及硬卧车和软卧车组成，部分列车还带有餐车。常规座席需要支付EC附加费，硬卧席及软卧席则需支付补充附加费。一些欧洲列车因使用“全球性”定价而必须提前预定。

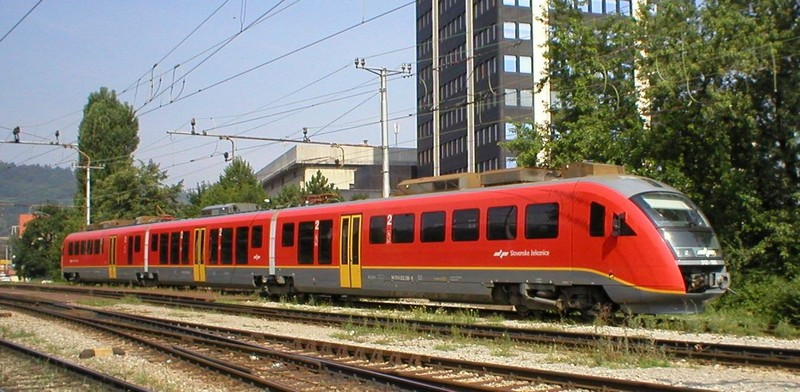
担当区域列车的312型电联车

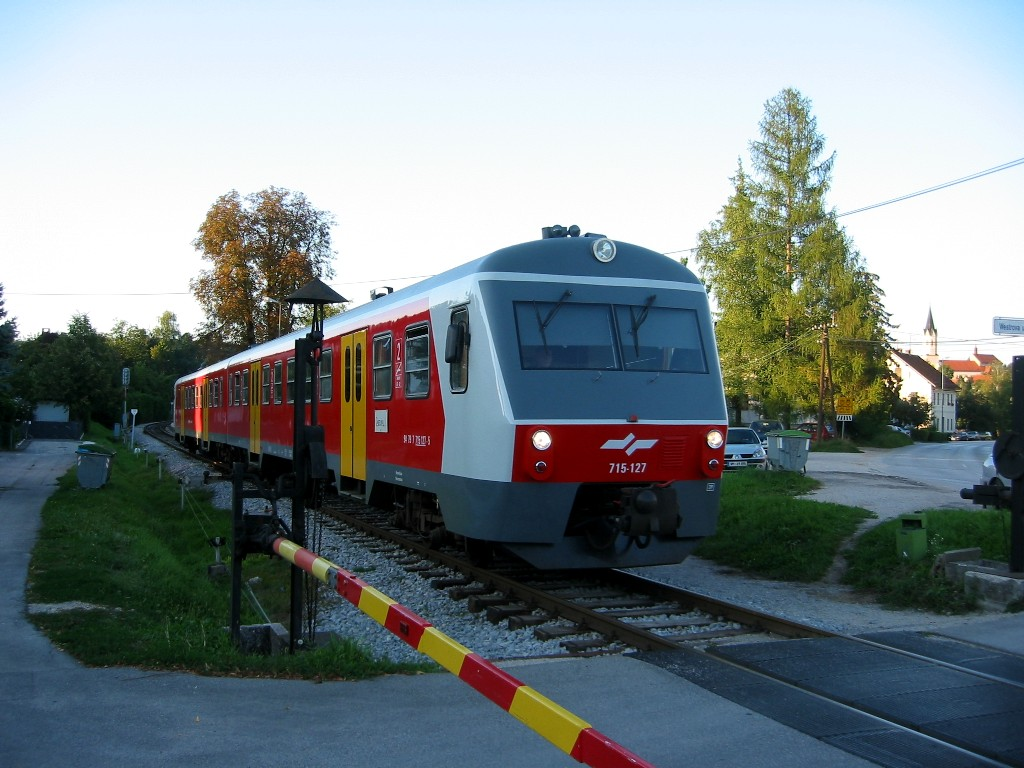
担当区域列车的715型柴联车

### 区域列车（RG）及普通列车（LP）
区域列车（Regional）及普通列车（Lokalni Potniški）可以连接至斯洛文尼亚铁路辖下的所有地区，它们通常作为通勤列车运营，仅设二等车厢。在一些线路上，它们是唯一提供服务的列车类别，例如卡姆尼克至伊梅诺铁路。这类列车一般采用（摆式）电联车或在非电化区间采用柴联车运营。

### 附加费
除了ICS、IC、EC和MV的附加费外，在列车上购票也需要缴纳附加费。此类附加费定价为2.5欧元，适用于乘客在列车上购票，而不是搭乘前于车站售票柜台或任何授权的销售点购票。在此情况下，不提供任何车票折扣优惠（例如儿童、长者或团体票），然而，如在车站无票可买（许多地方车站仅具停靠功能，不设任何站房）或在搭乘前售票柜台关闭（例如夜间）的情况下则不受此限制。

### 列车命名
许多列车被赋予了名字，例如包括：
- IC 502/503 波霍尔耶山（Pohorje）
- IC 518/519 普图伊（Ptuj）
- IC 516/517 穆爾河（Mura）
- IC 508/509 达娜（Dana）
- EC 210/211 萨瓦河（Sava）
- EC 150/151 艾默娜（Emona）
- EC 158/159 克罗埃西亚（Croatia）
- EC 212/213 米玛拉（Mimara）
- MV 498/499 利辛斯基（Lisinski）
- MV 246/247 西塔德拉（Citadella）
- MV 414/415 阿尔卑斯明珠（Alpine Pearls）
- MV 480/481 奧帕蒂亞（Opatija）
- MV 482/483 卢布尔雅那（Ljubljana）
- MV 1472/1473 伊斯特拉（Istra）
- RG 1604/1605 伊斯特拉（Istra）
- RG 600/601 索查河（Soča）

斯洛文尼亚铁路曾极富盛名的列车卡萨诺瓦号（Casanova），提供由卢布尔雅那至威尼斯共4小时车程的服务，于2007年4月被撤销。而最后一班连接斯洛文尼亚至意大利的服务，由布达佩斯至威尼斯的欧洲夜车440/441次威尼斯号（Venezia）也于2011年12月被取消。